# ماريان نارسيسو
ماريان نارسيسو (8 أغسطس 1991 - ) هي لاعبة كرة قدم فلبينية في مركز الهجوم.